# Християнізація германських народів
Християнізація германських народів — процес прийняття християнства племенами та народами германського походження, що тривав з IV до XI століття протягом пізньої античності та раннього Середньовіччя. Він охоплював як поступове навернення окремих вождів і правителів, так і масове охрещення населення під впливом місіонерської діяльності, політичного тиску або культурних змін. Першими серед германців християнство прийняли готи (у формі аріанства), а згодом франки, сакси, англосакси, скандинави та інші — переважно у формі західного християнства (католицизму). Англія та Франція офіційно стали християнськими до 700 року н. е., а до 1100 року германське язичництво перестало мати політичний вплив у Скандинавії. Християнізація відіграла важливу роль у формуванні середньовічних європейських держав, поширенні писемності та зміцненні зв’язків із Римською церквою.

## Історія
Германські народи почали масово проникати до Римської імперії одночасно з поширенням там християнства. Зв'язок християнства з Римською імперією був як фактором, що заохочував навернення, так і часом мотивом для переслідування християн. До падіння Західної Римської імперії германські племена, які туди мігрували (за винятком саксів, франків та лангобардів, див. нижче), прийняли християнство. Багато з них, зокрема готи та вандали, прийняли аріанство замість тринітарних вірувань (також відомих як нікейські або ортодоксальні), які були догматично визначені церквою в Нікейському символі віри. Поступове поширення германського християнства часом було добровільним, особливо серед груп, пов'язаних з Римською імперією. З VI століття германські племена навертали (або перенавертали з аріанства) місіонерами католицької церкви.
Багато готів прийняли християнство окремо за межами Римської імперії. Більшість членів інших племен навернулися до християнства, коли їхні відповідні племена оселилися в межах Імперії, а більшість франків та англосаксів навернулися кількома поколіннями пізніше. Протягом століть після падіння Риму, у міру посилення східно-західного розколу між єпархіями, вірними Папі Римському на Заході, та єпархіями, вірними іншим патріархам на Сході, більшість германських народів (за винятком кримських готів та кількох інших східних груп) поступово стали міцно союзниками католицької церкви на Заході, особливо в результаті правління Карла Великого.

### Східногерманські народи
Більшість східногерманських народів, таких як готи, гепіди та вандали, разом з лангобардами та свевами в Іспанії, прийняли аріанство, форму християнства, яка відкидала божественність Христа. Першими германськими народами, які прийняли аріанство, були вестготи, щонайпізніше у 376 році, коли вони увійшли до складу Римської імперії. Це відбулося після тривалішого періоду місіонерської роботи як православних християн, так і аріан, таких як аріан Вульфіла, який був призначений місіонером-єпископом готів у 341 році та переклав Біблію готською мовою. Спочатку з 363 по 372 рік готські християни зазнавали переслідувань за правління готського короля Атанаріха. Вандали, схоже, навернулися до християнства після свого входження до Імперії в 405 році. Що стосується інших східногерманських народів, то, можливо, у їхньому наверненні певну роль відіграли вестготські місіонери, хоча це не є достеменним. Кожен германський народ аріанської віри мав власну церковну організацію, яка контролювалася королем, тоді як літургія здійснювалася германською народною мовою та використовувалася народна Біблія (ймовірно, Вульфіли). Аріанські германські народи зрештою навернулися до нікейського християнства, яке стало домінуючою формою християнства в Римській імперії; останніми, хто навернувся, були вестготи в Іспанії 587 року за їхнього короля Реккареда.

### Франки та алеманні

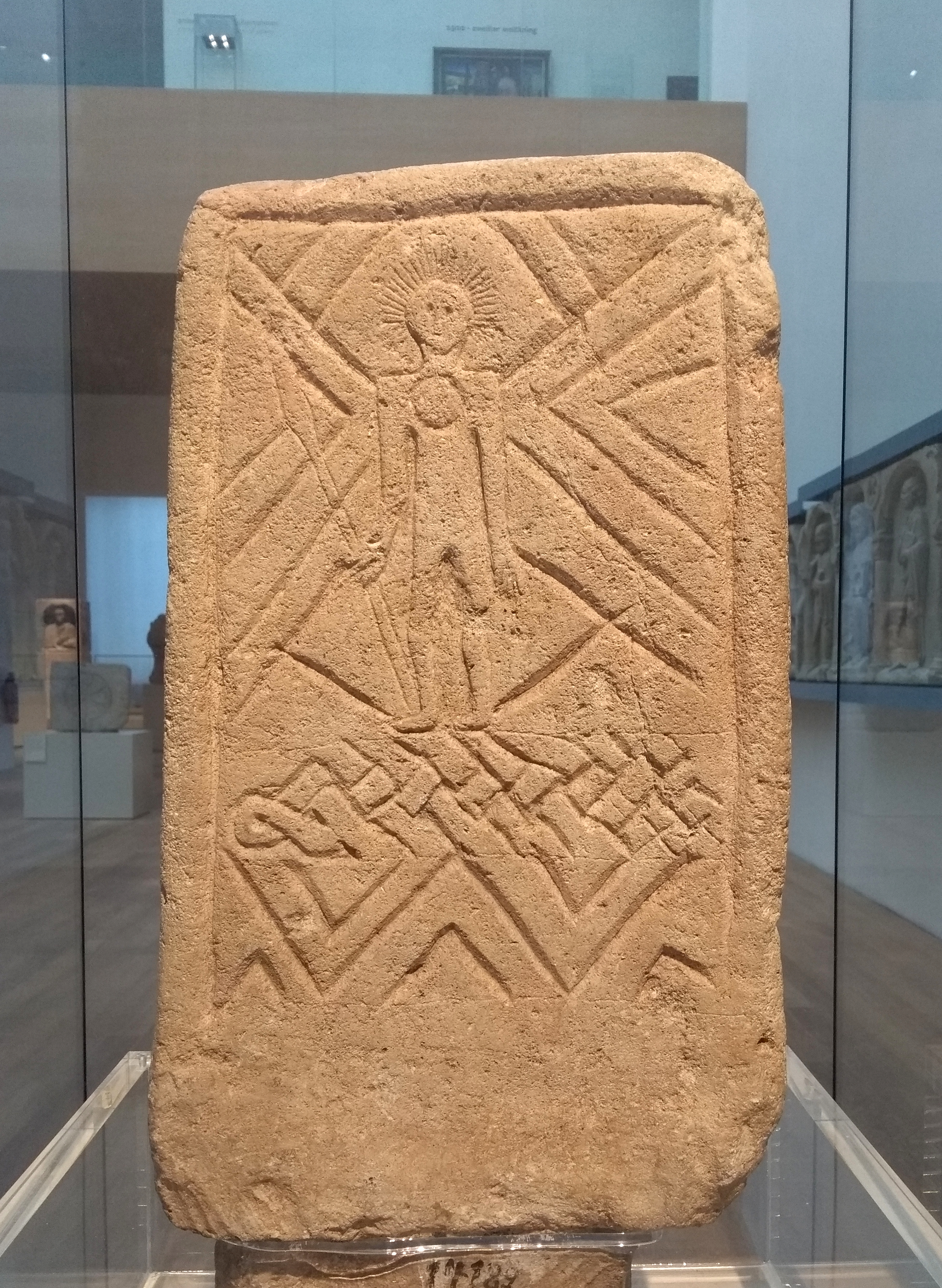
Фігура, висічена на франкській надгробній стелі, яка називається каменем Нідердоллендорф (VII століття) і відома як найдавніше матеріальне свідчення присутності християнства в німецькій Рейнландській області; фігура, ймовірно, зображує Христа як героїчного воїна, що тримає спис, з німбом або короною променів, що виходять з його голови.

Існує мало доказів будь-якої римської місіонерської діяльності в Германії до навернення франків. Території Римської імперії, завойовані франками, алеманами та баюварами, вже були переважно християнськими, і хоча деякі єпископства продовжували діяти, інші були покинуті, що свідчить про зменшення впливу християнства в цих районах. У 496 році франкський король Хлодвіг I прийняв нікейське християнство. Це започаткувало період місіонерської діяльності на території Франків та відновлення церковних провінцій, які були покинуті на колишній римській території. Після місії, відправленої Папою Григорієм Великим у 595 році, поступово навернулися до християнства англосакси. У VII столітті Гіберно-шотландська місія призвела до заснування багатьох монастирів на території Франків. Водночас, місіонерська діяльність, що підтримувалася франками, поширилася через Рейн, очолювана такими діячами англосаксонської місії, як святий Боніфацій. Це торкнулося таких народів, як тюринги, алемани, баварці, фризи та сакси.

### Континентальні сакси
Сакси відкинули християнізацію, ймовірно, частково тому, що це означало б відмову від незалежності та приєднання до Франкської імперії. Зрештою, вони були насильно навернені Карлом Великим в результаті їхнього завоювання в Саксонських війнах 776/777 років: таким чином Карл Великий поєднав релігійне навернення з політичною лояльністю до своєї імперії. Постійний опір наверненню, схоже, відіграв певну роль у саксонських повстаннях між 782 і 785 роками, потім знову з 792 по 804 рік, а також під час повстання Стеллінга 844 року.

### Англія
Англосакси поступово навернулися до християнства після григоріанської місії, відправленої Папою Григорієм Великим 595 року, а також гіберно-шотландської місії з північного заходу. 597 року Папа Григорій I відправив першого архієпископа Кентерберійського, Августина, до південної Англії. Процес навернення зазвичай відбувався зверху вниз по соціальній ієрархії, як правило, мирно: місцевий правитель вирішував навернутися, після чого його піддані також номінально ставали християнами. Цей процес часто був лише частковим, можливо, через плутанину щодо природи нової релігії або через бажання взяти найкраще з обох традицій. Відомим таким випадком був король Редвальд зі Східної Англії, який наказав встановити християнський вівтар у своєму язичницькому храмі. Його ймовірне місце поховання в Саттон Гу свідчить про певний вплив як християнських, так і язичницьких похоронних обрядів.
Останній язичницький англосаксонський король, ютійський король Арвальд з острова Вайт, загинув у битві 686 року, борючись проти нав'язування християнства у своєму королівстві.
Протягом тривалого періоду вторгнень вікінгів та заселення англосаксонської Англії язичницькі ідеї та релігійні обряди пережили своєрідне відродження, головним чином у Данелазі протягом IX століття, і особливо в Королівстві Нортумбрія, останнім королем якого, який правив нею як незалежною державою, був Ейрік I Кривава Сокира, вікінг, ймовірно, язичник і правитель до 954 року нашої ери.

### Скандинавія
Спроби християнізації Скандинавії вперше систематично здійснював франкський імператор Людовик Благочестивий. У 831 році він призначив місіонера Ансґара архієпископом новоствореної Гамбурзько-Бременської архієпархії здійснити місію до Скандинавії, яка, однак, здебільшого зазнала невдачі. Місіонерська діяльність відновилася за часів Оттонівської династії. Наприкінці 900-х років був охрещений данський король Гаральд I Синьозубий, але більшість данців, схоже, залишилися язичниками та навернулися пізніше під впливом англійців за правління Канута Великого. Норвегія була навернена у віру здебільшого завдяки діяльності її королів. Незважаючи на опір, такий як правління язичника Гакона Сігурдссона, християнізацію значною мірою здійснив Олаф II (помер 1030 року), який навернувся в Англії. Серед поселень в Ісландії були й деякі християни, але повне навернення там відбулося лише за рішенням Альтингу у 1000 році. Останнім германським народом, який навернувся до християнства, були шведи, хоча геати навернулися раніше. Язичницький храм в Уппсалі, схоже, продовжував існувати до початку 1100-х років.

## Характеристики

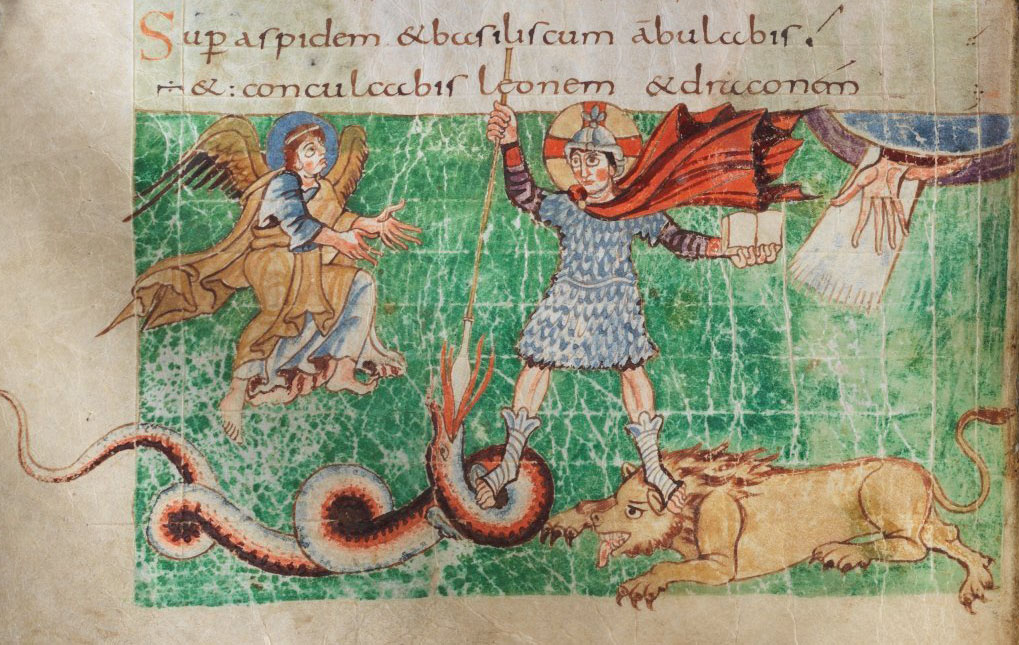
Зображення Христа як героїчного воїна IX століття (Штутгартський Псалтир, арк. 23, ілюстрація до Псалма 91:13)

Хрещення Хлодвіга підкреслює дві важливі характеристики християнізації Європи. Дружина Хлодвіга I, Клотільда Бургундська була халкідонською християнкою та відіграла важливу роль у наверненні свого чоловіка. Задовго до власного хрещення Хлодвіг дозволив охрестити своїх синів. Однак вирішальною причиною прийняття Хлодвігом християнської віри було переконання, що він отримав в битві духовну допомогу від Христа. У битві при Толбіаку він молився Христу про перемогу. Хлодвіг здобув перемогу, а згодом святий Ремігій сам навчав його християнської віри.
Те, що такий язичник, як Хлодвіг, міг просити допомоги у Христа, показує адаптивність германського політеїзму. У політеїстичній германській традиції, «якщо Одін зазнав невдачі, можна було б спробувати це з Христом хоча б раз». Християнське почуття релігійної ексклюзивності було невідоме язичникам. В результаті, язичники могли бути прагматичними та майже утилітарними у своїх релігійних рішеннях. Гарним прикладом цього є кілька молотів Тора з гравірованими хрестами, які носили як амулети та які археологи знайшли у Скандинавії. Ще одна показова подія сталася під час другого перебування Ансгара в Бірці, коли язичницький жрець вимагав від місцевих жителів не брати участі в культі іноземного християнського бога. Якщо у них ще не було достатньо богів, вони мали б возвеличити одного зі своїх померлих королів, Еріка, до рангу богів.
Хрещення Хлодвіга I також підкреслює сакральну роль германського короля. Німецький король був не лише політичним правителем, а й обіймав найвищу релігійну посаду для свого народу. Його вважали божественним походженням, він був лідером релігійного культу та відповідав за родючість землі та військову перемогу. Відповідно, навернення їхнього лідера мало сильний вплив на його народ. Якщо він вважав за доцільне прийняти християнську віру, це також було гарною ідеєю для них.
Навернення германських племен загалом відбувалося «зверху донизу» (Флетчер 1999:236) у тому сенсі, що місіонери прагнули спочатку навернути германську знать, яка потім нав'язувала свою нову віру населенню загалом. Це пояснюється сакральним становищем короля в германському язичництві: король відповідав за взаємодію з божественним від імені свого народу, тому населення загалом не бачило нічого поганого в тому, що їхні королі обирали альтернативні способи поклоніння (Padberg 1998:29; хоча Fletcher 1999:238 радше пояснює мотивацію до навернення діянням етики вірності за винагороду, яка лежала в основі стосунків між королем та його свитою). Отже, християнство мало стати прийнятним для цих воєначальників епохи міграції народів як героїчна релігія завойовників, що було досить простим завданням, враховуючи військову пишноту Римської імперії.
Таким чином, раннє германське християнство було представлено як альтернатива рідному германському язичництву, а елементи синкретизувалися, наприклад, паралелі між Воденом та Христом. Чудовою ілюстрацією цих тенденцій є англосаксонська поема «Сон про Хрест», де Ісус зображений у героїчному взірці германського воїна, який непохитно і навіть охоче зустрічає свою смерть. Хрест, розмовляючи так, ніби він є членом групи васалів Христа, приймає свою долю, спостерігаючи за смертю свого Творця, а потім пояснює, що смерть Христа була не поразкою, а перемогою. Це прямо відповідає германським язичницьким ідеалам вірності своєму господареві.

## Список місіонерів
Християнські місіонери серед германських народів:
до готів
- Ульфіла (гот, 341—383)

до лангобардів
- Святий Северин Норицький (V ст.)
  - Євгіппій

до алеманнів
- Фрідолін Зекінгенський
- Колумбан (Ірландія, 6 століття)
  - Галл з Гібернії

англосаксам (див. англосаксонське християнство)
- Люхард Кентерберійський (VI століття)
- Августин Кентерберійський (597—604)
  - Лоуренс Кентерберійський
  - Мелліт Кентерберійський
  - Юст Кентерберійський
- Чад Мерсійський (VII століття)
- Гонорій Кентерберійський (VII століття)
- Айден Ліндісфарнський (VII століття)

до Франкської імперії (див. Гіберно-шотландська, англосаксонська місія)
- Святий Трудперт (ірландський, VII століття)
- Святий Румбольд
- Святий Боніфацій (англійський, 8 століття)
  - Свята Вальпурга, святий Віллібальд та святий Вінібальд (англійські брати та сестри, що допомагали святому Боніфацію)
- Святий Вільфрід
- Святий Вілліброрд
- Святий Віллехад
- Святий Лебуїн
- Святий Людгер
- Святий Евальд
- Святий Сютберт Кайзерсвертський
- Святий Пірмін (VIII століття)
- Карл Великий

до баварців
- Святий Корбініан (VIII століття)

до Скандинавії
- Ансґар (IX століття)